# Skönfotad spindling
Skönfotad spindling (Cortinarius venustus) är en svampart som beskrevs av P. Karst. 1881. Skönfotad spindling ingår i släktet Cortinarius och familjen spindlingar.  Arten är reproducerande i Sverige. Inga underarter finns listade i Catalogue of Life.